# 美国陆军预备军官训练团第5旅
美国陆军预备军官训练团第5旅（英語：5th Reserve Officers' Training Corps Brigade），总部位于德克萨斯州的山姆休斯敦堡，负责管辖怀俄明、犹他、亚利桑那、科罗拉多、新墨西哥、俄克拉荷马、阿肯色和德克萨斯州各大学的陆军预备军官训练团。

## 参考资料

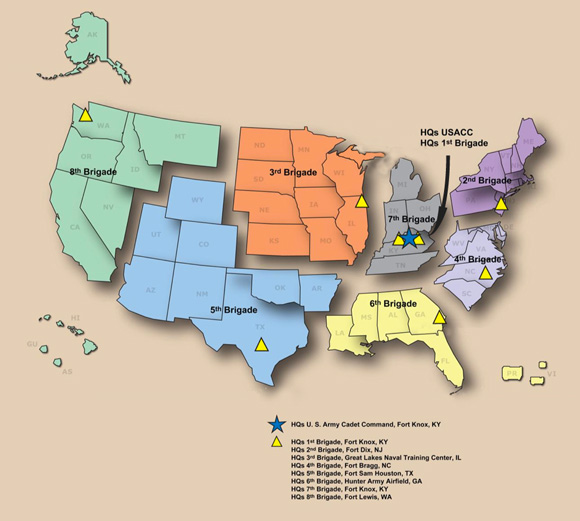
陆军预备军官训练团各旅分布图